# Sint-Jobkapel (Hei)
De Sint-Jobkapel is een kapel in buurtschap Hei in de Nederlandse gemeente Weert. De kapel staat aan de Horsterweg en de Lochtstraat  ten zuidwesten van het dorp Stramproy.
Op ongeveer 250 meter naar het zuidwesten staat de Heyerkapel en ongeveer 1200 meter naar het oosten de Klotjeskapel.
De kapel is gewijd aan de heilige Job.

## Geschiedenis
Reeds ronds 1500 stond er hier een kapel en omdat deze eigendom was van de familie Camp-Bevers werd ze ook wel het Beverskapelke genoemd.
In 1889 werd de kapel gerestaureerd met geld dat de verkoop van een oud beeld uit de kapel.
In 1938 en 1941 vonden er kleine restauraties plaats.
In 1986 was de kapel in vervallen toestand. De kapel werd toen afgebroken en herbouwd. In juni 1987 werd de kapel opnieuw ingezegend.

## Bouwwerk
De bakstenen kapel is opgetrokken in veldbrandstenen op een rechthoekig plattegrond en wordt gedekt door een verzonken zadeldak met pannen. De achtergevel is een puntgevel en de frontgevel een tuitgevel, met op de tuit een metalen kruis. De frontgevel heeft vlechtingen en heeft een ingemetselde gevelsteen met daarin het jaartal van herbouw. In de frontgevel bevindt zich de rechthoekige toegang die wordt afgesloten met een groene deur met twee raampjes.
Van binnen is de kapel wit gepleisterd met een achterwand uitgevoerd in baksteen onder een verhoogd tongewelf. Tegen de achterwand is het altaar gemetseld in baksteen met daarop een houten altaarplank. In de wand is met de restauratie van 1986 de gevelsteen van 1889 geplaatst. Op het altaar staan verschillende heiligenbeeldjes, waaronder een beeld van Sint-Job.